# Graspyjamaspin
De graspyjamaspin of pyjamaspin (Hypsosinga pygmaea) is een spinnensoort uit de familie wielwebspinnen. 
De vrouwtjes worden 3,5 tot 4,5 mm groot, de mannetjes 2,5 tot 3 mm. De spin leeft op lage vegetatie in vochtige gebieden, vooral kalkgraslanden. De soorten komt wijdverspreid in het Holarctisch gebied voor.